# Sanacore
Sanacore es una variedad cultivar de ciruelo (Prunus domestica), de las denominadas ciruelas europeas.
Una variedad de ciruela muy antigua de parentales desconocidos, autóctona, muy reconocida en la región de Sicilia Italia. Las frutas tienen un tamaño de pequeño a medio de forma elíptica, alargada, con un cuello definido, con la piel color amarillo claro con reflejos verdosos cuando está completamente maduro recubierta de una ligerísima capa de pruina, y pulpa de un color amarillo muy claro, textura medianamente firme a blanda, moderadamente jugoso, y sabor con un aroma intenso, muy dulce y con un toque de fruta exótica.

## Sinonimia
- "Prugna di Monreale",
- "Prugna Sanacore",
- "Susino Sanacore",
- "Susine Bianche di Monreale Sanacore".[4]

## Historia
'Sanacore' variedad de ciruela antigua variedad autóctona siciliana no presente en el resto del territorio de Italia. Variedad incluida en el listado nacional de "Productos Agroalimentarios Tradicionales" y marcada como Baluarte Slow Food.
'Sanacore' está cultivada en el banco de germoplasma de cultivos vivos de National Fruit Collection (Colección Nacional de Fruta) de Reino Unido con el número de accesión: 1958-072 y Nombre Accesión : Sanacore. Recibido por "The National Fruit Trials" (Probatorio Nacional de Fruta) procedente del « Instituto di Coltivazioni Arboree » Palermo, Sicilia (Italia), para evaluar sus características en 1958.

## Características
'Sanacore' es un árbol muy vigoroso y vital. Las ramas principales son de ángulo amplio. Es autofértil, la flor es medianamente grande y bien desarrollada. Es bastante tolerante a las heladas tardías durante la época de floración. Tiene un 10% de floración para el 15 de abril, para el 19 de abril 80% de floración y para el 1 de mayo el 90% de caída de pétalos.
'Sanacore' tiene una talla de tamaño pequeño a medio, de forma elíptica, alargada, con un cuello definido, y con un peso promedio de 17 a 24gr; epidermis tiene una piel moderadamente gruesa, firme, de color amarillo claro con reflejos verdosos cuando está completamente maduro, con una ligera capa de pruina blanquecina, con línea de sutura ligeramente pronunciada; pedúnculo de longitud medio, fino; pulpa de color amarillo muy claro, textura medianamente firme a blanda, moderadamente jugoso, y sabor con un aroma intenso, muy dulce y con un toque de fruta exótica.
Hueso semi separable, grande compacto, alargado, asimétrico curvado, con el surco dorsal muy ancho y profundo, los laterales más superficiales, zona ventral sobresaliente, superficie rugosa.
Su tiempo de maduración varía según la región y las condiciones climáticas, maduración temprana en la segunda decena del mes de julio. Las frutas son óptimas para procesamiento en compota.

## Usos
La temporada de maduración es temprana. Los frutos se consumen en fresco como postre en mesa, y tienen una excelente calidad destinada a la elaboración de compotas.